# Coenotephria obsoletaria
Coenotephria obsoletaria là một loài bướm đêm trong họ Geometridae.